# فاطمة عيد
فاطمة عيد (18 مارس 1962 -)، مغنية مصرية. ولدت في مدينة القنايات بمحافظة الشرقية، متزوجة من اللواء شفيق الشايب ورزقا من الأبناء بداليا و نيفين ثم شيماء. تعلمت في مدارس القنايات حتي المرحلة الثانوية ثم التحقت في السبعينيات بمعهد الموسيقى العربية قسم الأصوات.

## حياتها الفنية
قصتها مع الغناء ترجع إلى مرحلة الطفولة حيث كان أهالي القنايات يحضرون لها كرسيا لأقف عليه وأشدو بالاغنيات في المناسبات السعيدة كالأفراح وأعياد الميلاد، وأول أغنية لها كانت من الفلكور الشعبي لانه غناء الأجداد وموروث الأبناء. أول حفلة غنيت فيها كانت في السبعينيات وعلي مسرح الجمهورية وقدمت فيها مجموعة من الأغنيات منها: آه ياليل، خلي بالك، ويا صغيرة، وفقرتة استمرت ساعة كاملة وتجاوب معها الجمهور بشكل طيب، وكانت هذه الحفلة بطاقة التعارف الغنائية لمطربة اسمها فاطمة عيد.الأغاني التي قدمتهة كثيرة جدا وأصدرت أكثر من 45 البوما غنائيا. وقد سافرت إلى العديد من الدول العربية والأوروبية منها: تونس والمغرب وسوريا والنمسا وألمانيا وأمريكا، وحضرت أيضا مهرجانات كثيرة فقد شاركت في مهرجان قرطاج بتونس أكثر من 15 مرة.

## أغاني فاطمة عيد
| - طمع النفوس - يا حنينه - التوبه - تستاهلى - رخص الدهب - ابويا نهانى | - احبك والقلب يعشق - البرتقالة - العروسة - القلب يعشق واحد بس - يا جبنه طريه | - الواد الجمال - الواد العايق - بس عريسنا يجى - حسنين ومحمدين - خف تعوم | - خلانى الجميل - على النبى صلى - عودة اللبلاب - اللبلاب - كنت قولى | - البرتقاله - سلولى عليه - شيكولاته - لماة ويا لماة - نعلق البنور | - نورتى دارى - يا درة نية - يا جنية يابو مروحة - يا سمارة - يا نجف - جوزى اتجوز عليا |